# Gnophomyia macrocera
Gnophomyia macrocera är en tvåvingeart som beskrevs av Alexander 1930. Gnophomyia macrocera ingår i släktet Gnophomyia och familjen småharkrankar. Inga underarter finns listade i Catalogue of Life.